# جو يفبفر
جو يفبفر (بالإنجليزية: Joe Lefebvre)‏ هو لاعب كرة قاعدة أمريكي، ولد في 22 فبراير 1956 في كونكورد في الولايات المتحدة.

## وصلات خارجية
- جو يفبفر على موقعبيزبول رفرنس.كوم (الدوري الرئيسي) (الإنجليزية)
- جو يفبفر على موقعبيزبول رفرنس.كوم (الدوري الثانوي) (الإنجليزية)